# Horologium-I-Zwerggalaxie
Die Horologium-I-Zwerggalaxie, kurz auch Horologium I oder Horologium 1, ist eine im Jahr 2015 entdeckte Zwerggalaxie des Typs dSph im Sternbild Pendeluhr in der Lokalen Gruppe und eine der Satellitengalaxien der Milchstraße.
Die Entfernung zur Erde beträgt ca. 258.000 Lichtjahre.

## Eigenschaften
Hor I dSph besitzt einen Halblichtradius von {\displaystyle r_{h}=1,31_{-0,14}^{+0,19}} ′, was bei einer Entfernung von etwa 79 kpc einer Größe von ({\displaystyle 30_{-3,3}^{+4,4}}) pc entspricht.

## Weiteres
- Liste der Galaxien der Lokalen Gruppe